# YICS

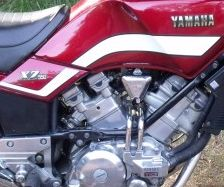
YICS搭載のヤマハ・XZ550のエンジン。シリンダーバンク中央上部付近に存在する銀色の逆三角形のボックスがYICSである。

YICS（Yamaha Induction Control System）はヤマハ発動機が1980年に開発した、4ストロークエンジンのシリンダーヘッドに用いられた内部機構の名称である。

## 概要

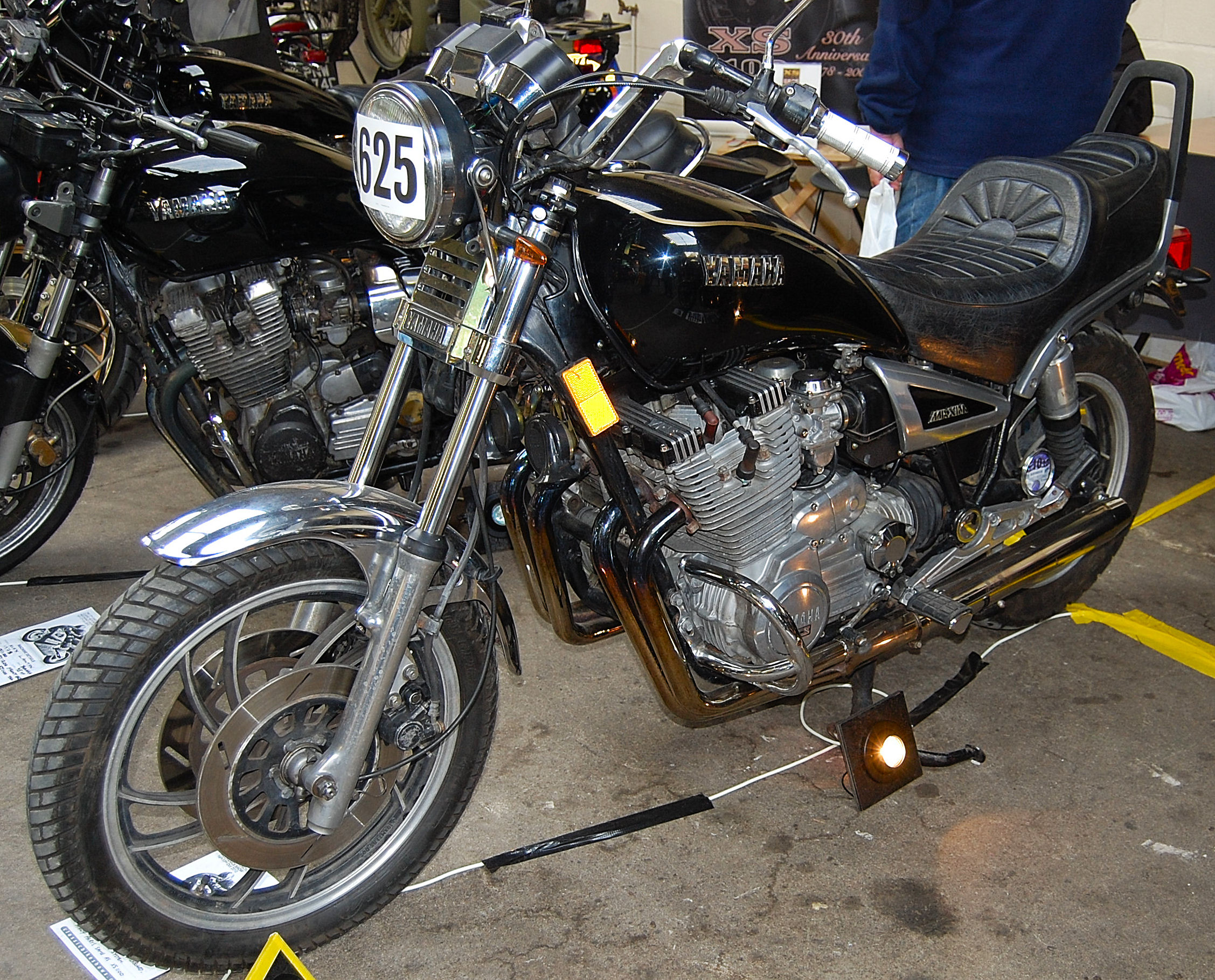
ヤマハ・XJ750マキシム。ヘッドカバーとジェネレーターカバーに「YICS」の打刻がされている。

YICSは、シリンダーヘッドの吸気バルブの直前付近の吸気ポート内に、小さなバイパス経路を設けて全てのシリンダーのバイパス経路を連結することにより、吸気バルブが閉じたシリンダーから吸気バルブが開いたシリンダーに向けて、吸気バルブで遮られた混合気が移動し、バイパス経路出口よりシリンダー内部に混合気の強力な噴射が行われることによりスワール(横渦)が形成されて燃焼効率が向上する仕組みである。YICSは1970年代に石油危機に伴う消費者の燃費志向や自動車排出ガス規制への対応の為に2ストローク機関向けのYEISと共に開発が始まったものであり、ヤマハは1980年にヤマハ・XJ400で400ccクラスの直列4気筒に初参入するが、YICSはXJ400の1981年モデルに初採用され、その後1986年までヤマハのXJシリーズの多くに採用された。YICSはヤマハによればXJ400の装着車と非装着車の比較で平均23%の燃費向上が認められたとされる。
YICSの開発及び米国特許取得は1977年頃より活発となり、当初の設計ではバイパス経路とインテーク経路とは連結されておらず、バイパス経路に独立したキャブレターを接続して吸気ポートに混合気その物を送り込むようになっていたり、排気再循環による排気ガスを吹き込むようになっていたりしたが、最終的には自動車用エンジン向けでは二重式のバタフライ弁を用いてインテーク経路のキャブレターから混合気を分配されて吹き込む形式となった。バイパス経路は自動車用エンジンではシリンダーヘッドの上方にパイプが設置される形式が採られたが、オートバイ向けにはインテークマニホールドの真下にパイプが置かれたり、シリンダーヘッド内に分配経路が内蔵される事もあった。単純にスワールの形成を促すだけの場合には、バイパス経路を持たない補助誘導ポートのみが設置された。
市販には至っていないが、YICSはサイドドラフト方式のスポーツキャブレターや、燃料噴射装置(EGI)への応用も検討されており、特にEGIにおいてはYICSの補助誘導ポートの概念が冷間始動時のみに燃料を噴射するコールドスタート・インジェクターや、スポーツカー向け高出力エンジンにおける追加インジェクターの混合気の供給経路としての応用も検討されていた。
YICSの装着により従来と同じ出力をより少ない燃料で実現できるようになり、中低速回転時のトルク向上にも貢献した。何らかの後付けデバイスによりシリンダー内にスワールを生むアイデアは、1978年の三菱自動車工業のMCA-JET、1983年のトヨタ自動車のSCVが存在しているが、YICSはシステムに可動部品を一切持たない為メンテナンスフリーであることが強みであり、低コストで省エネルギーエンジンを実現できたとしている。同時期のオートバイではスズキが多球式燃焼室でスワールの発生を狙ったTSCCを採用していたが、柏秀樹はYICSを評してTSCCに比べてより低回転域で効果が大きいように感じられたと述懐している。
一方で、YICSにはデメリットも存在していた。オートバイ用エンジンとして製造される並列4気筒は多くは4連キャブレターを装備しており、正常なパフォーマンスを発揮する為には4つのキャブレターの同調調整が必須であるが、YICSは吸気バルブが閉じたシリンダーから開いたシリンダーに向けて混合気が移動し、インテークマニホールド内が加圧される為、一時的にYICSの作動を止める特殊工具を使用しなければ、同調調整の際に負圧計の値が乱れてしまい正確な調整が行えなかった。ヤマハはV型2気筒のXZ400/550にもYICSを導入しており、こちらはキャブレター整備の際の一時的な無効化は必要なかったが、シリンダーバンク間の樹脂製のボックス内に混合気を一時貯蔵するシステムだった為、経年劣化によりボックスからの漏れが発生しエンジンのレスポンスが悪化し、燃費が急速に低下するトラブルが発生しやすかった。
ヤマハは1982年登場の単気筒エンジンのタウンメイトにもYICSを採用していたが、こちらも外付け式の樹脂製ボックスに吸気圧を一時貯蔵する方式で、どちらかといえばYEISを初めとするエアボックスに近い概念のものであった。本来は多気筒エンジン向けの技術であるYICSを単気筒の原動機付自転車へ採用した理由としては、当時のビジネスバイク分野におけるホンダ・スーパーカブとの熾烈な燃費競争が挙げられる。1980年代初頭時点で2ストロークのヤマハ・メイトとスズキ・バーディーは燃費・出力ともに4ストロークのスーパーカブより優位に立っていたが、ホンダは1981年式より新型エンジンを投入し、メイトとバーディーを燃費面で大きく突き放した。これに対抗する為にヤマハとスズキはビジネスバイク向けの4ストロークエンジンの開発に着手し、ヤマハは1982年11月にシャフトドライブ、加速ポンプ付キャブレター、CDI点火というハイメカニズムを売りにしたタウンメイトを発売、その目玉としてYICSが採用された。タウンメイトに対抗してホンダは翌1983年に空力性能を強化したスーパーカブである「スーパーカスタム」、スズキも4サイクルバーディーを投入した。
なお、エアボックス自体は1997年にYEISの特許が切れて以降は、今日のオートバイには普遍的に採用されているものであり、2017年現在ではエアボックスを採用するヤマハ車の中で、明示的にYICSやYEIS搭載を謳うものは無くなっている。

## 採用車種
- ヤマハ・XS250 (17E)
- ヤマハ・XJ400
- ヤマハ・XJ650（ドイツ語版） / ヤマハ・XJ650マキシム（英語版） / ヤマハ・XJ650ターボ
- ヤマハ・XJ700
- ヤマハ・XJ750E / ヤマハ・XJ750マキシム（英語版）
- ヤマハ・XJ900（英語版）
- ヤマハ・XSイレブン（英語版） / ヤマハ・XJ1100マキシム
- ヤマハ・XZ400[25] / ヤマハ・XJ550（ドイツ語版）
- ヤマハ・タウンメイト 1983-1996年式